# 학회지
학회지는 학문과 학술에 관련한 학회나 기관에서 발행하는 논문집이다. 권위있는 세계적인 학술지 일수록 심사가 까다롭고 출판되는데까지 시간이 오래걸린다. 특별히 새로운 학설이나 중요한 이론에 대해서는 정해진 기간까지는 내용을 밝히지 않고 비밀을 유지하는 엠바고 정책을 따라야 한다. 이를 잘 지키지 못한 경우 윤리적 또는 학문적으로 신뢰할 수 없는 것으로 여겨지고 있다. 게다가 해당 연구자가 쓴 논문들까지 제대로 된 평가의 기회를 박탈 당하므로, 논문 출판을 준비하고 투고할 저널을 선택할 때는 매우 신중하게 접근해야 한다.

## 나라별 학회지

### 대한민국
한국에서는 한국연구재단에 등재한 학회지는 한국에서 권위를 인정받는다. 매달 혹은 일년 몇 차례의 논문을 모아서 출판한다. 일정 형식에 따라서 작성된 원고를 표절절차를 통과한 후에 투고하면 편집위원장이 선정한 심사위원들이 심사하는데 투고 논문을 거절 혹은 수정게재 방식으로 정한다.

### 외국
미국을 비롯한 외국에서 발행되는 학회지는 수만종류에 이른다. 다양한 분야로 세분화된 외국의 학회지들은 미국신학도서관협회인 ATLA(American Theological Library Association)를 통하여 자료를 이용할 수 있다. 국내 대학의 도서관에서 디지털 저널을 통하여 수 많은 전문학회지를 볼 수 있다. 미국의 학회의 학회지나 연구소의 학술지나 국제적인 대표에서 발표된 학회지도 검색과 더불어서 열람이 가능하다.
학계에 종사하는 과학자들은 아주 실존적인 유혹에 직면해 있어, 금전적 보상은 보다는 과학자들의 경력에 직접적으로 영향을 미치는 논문 혹은 연구라는 것이 더욱더 중요하다. 과학자들에게 있어 더 높은, 더 잘 알려진 학술지에 실리는 논문은 펀딩 기회, 더 많은 논문 기재 기회, 수상이나 기타 과학자로서 인정을 받을 수 있는 기회를 제공한다.

## 신학회 학회지
신학회 학회지는 신학회 가운데 논문발표와 논문투고를 통하여 학문적 연구를 출판하는 학회지이다. 대부분의 신학회의 학회지는 엄격한 심사규정에 따라 통과된 논문들을 발행하고 있다. 한국연구재단(학술진흥재단)에 등재되거나 후보지 혹은 전국적인 전문학회지들이다. 대표적인 신학회 학회지는 기독교신학논총, 성경과신학, 한국개혁신학, 개혁논총, 칼빈연구, 조직신학연구, 조직신학논총, 역사신학논총, 교회와 문화 등이다. 신학회가 아닌 신학대학이나 신학대학원에서 발행한 신학 학술지는 신학지남(총신대학원), 장신논단(장로교신학대), 신학정론(합동신학대학원대학교), 피어선 저널(평택대학교) 등이다.

## 같이 보기
- 학술지
- 저널